# Кинчхаперди
Кинчхаперди (груз. კინჩხაფერდი) — село в Грузии, на территории Хонийского муниципалитета края (мхаре) Имеретия.

## География
Село находится в западной части Грузии, в пределах долины реки Окаце, на расстоянии приблизительно 20 километров (по прямой) к северо-востоку от города Хони, административного центра муниципалитета. Абсолютная высота — 778 метров над уровнем моря.

## Население
По результатам официальной переписи населения 2014 года, в Кинчхаперди проживало 36 человек (24 мужчины и 12 женщин). В национальной структуре населения грузины составляли 100 %.
| Год  | Население, человек |
| ---- | ------------------ |
| 2002 | 46                 |
| 2014 | ↘ 36               |